# Alprazolam
El alprazolam es un fármaco de la familia de las benzodiacepinas y se utiliza para el tratamiento de los estados de ansiedad, especialmente en las crisis de angustia, agorafobia, ataques de pánico y estrés intenso.
Tiene un efecto hipnótico, favorecedor del sueño a corto plazo, y actúa disminuyendo el grado de excitación del cerebro. Aunque inicialmente se le atribuyeron propiedades antidepresivas, los estudios que lo indicaban eran heterogéneos y de baja calidad, por lo que no está indicado para tratar la depresión. Sin embargo, sí puede ser eficaz para el tratamiento de la ansiedad que se asocia a los procesos depresivos.
El alprazolam tiene propiedades sedantes, hipnóticas y anticonvulsivas, pero el efecto más notable es el ansiolítico. Debido a su potencial adictivo y el desarrollo de tolerancia tras un período relativamente breve, de pocas semanas, se recomienda su administración solo en tratamientos de corta duración.
Se trata de una benzodiazepina de alta potencia (entre las 3 primeras orales) y de eliminación rápida (semivida breve) y este factor se ha relacionado con una mayor gravedad del síndrome de abstinencia cuando se suspende el tratamiento.

## Descripción
El alprazolam es una triazolobenzodiazepina, es decir, posee un anillo triazol unido a su estructura. Por ser una benzodiazepina, produce sus efectos terapéuticos y sus efectos adversos por ligar al sitio de benzodiazepinas en los receptores GABAA (en la interfase de las subunidades α e γ) y por modular sus efectos. El sistema de GABA y sus receptores hace los efectos inhibitorios y calmantes del alprazolam en el sistema nervioso.
Está indicado en el tratamiento de la 
ansiedad (neurosis de ansiedad),
trastorno de pánico,
ansiedad con síntomas de depresión y
crisis de angustia y
ocasionalmente para los ataques convulsivos.
A dosis bioequivalentes tiene una acción similar a la de otros medicamentos de la familia de las benzodiazepinas, sin embargo su vida media de eliminación es más corta, por lo que debe administrarse varias veces al día si se pretende que la acción se prolongue durante 24 horas.

## Farmacocinética

### Absorción
Después de la administración oral, el alprazolam se absorbe fácilmente. El tiempo de concentración máxima (Tmax) de una tableta oral, desintegrable, es de 1,5 a 2 horas, lo que se conoce comúnmente como peak (‘pico’), es decir, la concentración plasmática máxima (Cmax) ocurre una o dos horas después de la administración.
Una comida rica en grasas (aceites, fritos, carnes, postres e incluso lácteos) disminuye la Cmax un 25 % e incrementa 1,5 h la Tmax de una tableta oral desintegrable. La biodisponibilidad (F) es aproximadamente del 90 %.

### Distribución
Alprazolam se liga a 80 % de las proteínas en el suero, de mayor parte a albúmina.

### Metabolismo
Se metaboliza extensamente el alprazolam por mayor parte en el hígado por la enzima CYP3A4, a dos metabolitos encontrados en el plasma: 4-hidroxalprazolam y α-hidroxalprazolam. Las vidas medias son similares a las del alprazolam. Las concentraciones de 4-hidroxalprazolam y α-hidroxalprazolam siempre hay menos de 4 % de la concentración de alprazolam inalterado. Estas concentraciones y sus potencias bajas hacen que estos dos no contribuyen mucho a los efectos farmacológicos de alprazolam.
También se encuentra una benzofenona derivada de alprazolam que es esencialmente inactiva.

### Excreción
El alprazolam y sus metabolitos se eliminan del cuerpo principalmente a través de la orina. Eliminación renal: 80 %, como fármaco y metabolitos inalterados; fecal: 7 %.
Aclaramiento (Cl) renal de 371 mL/h y aclaramiento (Cl) total del cuerpo: 76 mL/min. La vida media de eliminación de alprazolam es aproximadamente 11,2 horas (rango: 6,3 a 26,9 horas) en los adultos sanos.

### Detección en sangre
Se puede cuantificar el alprazolam en la sangre o en el plasma para confirmar un diagnóstico de toxicidad en pacientes hospitalizados, dar evidencia en el arresto por conducir bajo los efectos de drogas o en autopsias de personas fallecidas. La concentración de alprazolam en sangre o plasma es usualmente de entre 10-100 μg/L en las personas que lo toman como terapia, 100-300 μg/L en los arrestados por conducir bajo los efectos de drogas y 300-2000 μg/L en las víctimas de sobredosis aguda. La mayoría de inmunoensayos comerciales para los benzodiazepinas reaccionan con alprazolam, pero para confirmar y cuantificar se usa la cromatografía.

## Farmacodinámica

### Mecanismo de acción
El alprazolam deprime el sistema nervioso central, también se une al receptor GABAA que es responsable de mediar los efectos de ácido gamma-aminobutírico (GABA) en el cerebro sobre el sistema activador reticular ascendente bloqueando la excitación tanto cortical como límbica. El receptor GABAA está constituido por hasta 5 subunidades de 19 posibles y los receptores GABAA con diferentes combinaciones de subunidades poseen diferentes propiedades, asimismo diferentes ubicaciones en el cerebro, y lo más importante, diferentes actividades en lo que respecta a las acciones de las benzodiazepinas.
Actúa como agonista alostérico positivo debido a que potencia la apertura del canal del cloro del receptor GABAA en presencia de GABA. Aumentan la frecuencia de apertura de los canales del cloro en presencia de concentraciones bajas de GABA; a concentraciones de GABA similares a las de las sinapsis, la desactivación de los receptores se lentifica. Ambas acciones provocan un aumento neto de la entrada de Cl-. Además, los receptores GABAA en estado abierto tienen una mayor afinidad por el GABA que en estado cerrado, de modo que la capacidad de las benzodiazepinas de favorecer la apertura del canal parece aumentar, de forma secundaria, la afinidad por los agonistas.
Todas las benzodiazepinas, especialmente el alprazolam, causan una depresión del eje hipotalámico-hiposfisario-adrenal. Los efectos de alprazolam son similares a los de otras benzodiazepinas e incluyen un efecto ansiolítico, antiepiléptico, relajante muscular e hipnótico y un provocador de amnesia; sin embargo, su uso primario es como ansiolítico.  El alprazolam, comparado con el lorazepam, causa un aumento en las concentraciones de los receptores de dopamina D1 y D2 en el cuerpo estriado.

### Interacciones
El alprazolam potencia los efectos depresores de las fenotiazinas, barbitúricos, alcohol, psicotrópicos, anticonvulsivantes, antihistamínicos y otros fármacos que por su naturaleza misma producen depresión del sistema nervioso central. Su mezcla puede llegar a ocasionar la muerte por fallo cardiorrespiratorio, según tolerancia del consumidor, a ambos o más desequilibradores del mismo sistema.
Alprazolam se metaboliza por primer parte por CYP3A4; así, fármacos que inhiben CYP3A4—como la cimetidina, la eritromicina, la norfluoxetina, la fluvoxamina, el itraconazol, el ketoconazol, la nefazodona, el dextropropoxifeno y el ritonavir— retrasan la depuración hepática de alprazolam, lo cual puede provocar acumulación excesiva y empeorar los efectos secundarios.
Se ha reportado que alprazolam aumenta los niveles de los antidepresivos imipramina —por 31 %— y desipramina —por 20 %—. Las píldoras anticonceptivas orales combinadas disminuyen el aclaramiento de alprazolam, que puede llevar a niveles subidos en el plasma y la acumulación de alprazolam.
El consumo simultáneo de alcohol y benzodiazepinas tiene efectos sinérgicos, lo cual puede provocar sedación severa, cambios en el comportamiento y signos de intoxicación. La combinación de alprazolam y la hierba kava puede provocar estado comatoso. Por otro lado, la hierba de San Juan puede disminuir los niveles plasmáticos de Alprazolam y sus efectos terapéuticos.
Se debe tener cierto cuidado cuando se consume alprazolam con pomelo o zumo de pomelo. Esta fruta interacciona con distintos medicamentos como el alprazolam, por la inhibición del sistema citocromo p450 en el hígado y causar acumulación excesiva, además de efectos más prolongados. Se recomienda generalmente evitar el consumo de pomelo cuando se tome alprazolam y otros medicamentos.

## Uso clínico
El alprazolam está indicado en estados de ansiedad simple, que pueden incluir ansiedad, tensión, trastorno de pánico, temores, aprehensión, dificultad de concentración, insomnio, hiperactividad autonómica e irritabilidad. También puede prescribirse en ansiedad asociada a otros padecimientos como síndrome del intestino irritable, y controla la agitación provocada por la abstinencia del alcohol.
Se usa alprazolam sobre todo para tratar los trastornos de ansiedad y los trastornos de pánico. También se ha utilizado para tratar las náuseas provocadas por la quimioterapia. La etiqueta de la FDA advierte de que se revalúe periodicamente la eficacia de este fármaco. También se indica el Alprazolam para tratar el trastorno de ansiedad generalizada y los trastornos de ansiedad que se asocian con depresión.

### Trastorno de pánico
El Alprazolam es eficaz para el alivio de los ataques de ansiedad y pánico de moderados a graves.  Sin embargo, no es un tratamiento de primera línea desde el desarrollo de los inhibidores selectivos de la recaptación de serotonina. En Australia ya no se recomienda el alprazolam para el tratamiento del trastorno de pánico debido a las preocupaciones sobre la tolerancia, la dependencia y el abuso. La mayor parte de los estudios sobre eficacia de Alprazolam muestra que su efecto disminuye después de entre 4 y 10 semanas por el fenómeno de tolerancia, aunque muchas personas han tomado alprazolam durante periodos mucho más prolongados sin pérdida de eficacia.
En Estados Unidos, el uso de alprazolam ha sido aprobado por la FDA para el tratamiento del trastorno de pánico con o sin agorafobia. La Federación Mundial de Sociedades de la Psiquiatría Biológica (en inglés, 'World Federation of Societies of Biological Psychiatry') recomienda que se use para los casos resistentes a tratamiento si no hay una historia de tolerancia o dependencia.

### Trastornos de ansiedad
La ansiedad asociada con la depresión responde al alprazolam. Los estudios clínicos han demostrado que la eficacia se limita a 4 meses para los trastornos de ansiedad. Sin embargo, las investigaciones de las propiedades antidepresivas de Alprazolam son de calidad pobre y sólo han evaluado sus efectos de corto plazo. En un estudio, algunos usuarios de alprazolam a largo plazo y en altas dosis desarrollaron una depresión reversible. En los Estados Unidos, alprazolam se utiliza para el tratamiento de trastornos de ansiedad y el alivio a corto plazo de la ansiedad. En el Reino Unido, se recomienda alprazolam para el tratamiento a corto plazo (de 2 a 4 semanas) de la ansiedad aguda y grave.

### Náuseas debidas a la quimioterapia
Se puede usar alprazolam en combinación con otros fármacos para tratar las náuseas y vómitos asociados a la quimioterapia.

## Efectos adversos
Los efectos secundarios pueden incluir:
- Amnesia anterógrada[7] y problemas de concentración
- Ataxia y dificultad para hablar[40]
- Desinhibición[27]
- Somnolencia, mareo, cansancio, mala coordinación y vértigo[41][42]
- Sarpullido en la piel, depresión respiratoria y estreñimiento[41][42]
- Ideación suicida o suicidio[43]
- Retención urinaria (infrecuente)[44]
- Boca seca (infrecuente)[45]
- Alucinaciones (raro)[46]
- Ictericia (muy raro)[47]

Su administración repetida produce tolerancia y dependencia física y psíquica.

#### Reacciones paradójicas
Aunque no son usuales, se producen reacciones paradójicas, entre ellas:
- Agresión[48]
- Manía, agitación, hiperactividad e inquietud[49][50][51]
- Furia y hostilidad[27]
- Sacudidas y temblores[52]

#### Sobredosis

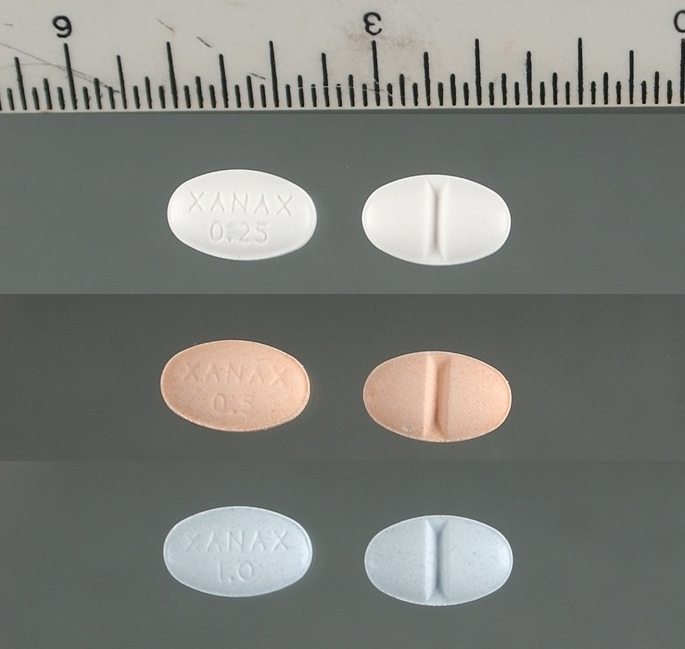
Tabletas de 0,25 mg, 0,5 mg y 1 mg de alprazolam

Las sobredosis de alprazolam pueden ser o leves o graves, dependiendo de la cantidad de este fármaco y de otros que se hayan tomado. Las sobredosis causan la depresión excesiva del sistema nervioso central y pueden incluir los siguientes síntomas:
- Desmayos
- Hipotensión
- Hipoventilación
- Habilidades motoras disminuidas:
  - Mareo
  - Equilibrio disminuido
  - Reflejos disminuidos o ausentes
  - Debilidad muscular
- Hipotensión ortostática
- Somnolencia
- Coma y muerte si se combina con otras sustancias

#### Farmacodependencia y abstinencia
El uso durante periodos prolongados causa cambios adaptativos a los receptores de las benzodiazepinas, que se hacen menos sensibles a la estimulación. La abstinencia y los efectos de rebote son comunes y se debe reducir la dosis de alprazolam gradualmente para evitarlos.
No todos los efectos de abstinencia son evidencia de una verdadera dependencia. La recurrencia de síntomas como la ansiedad puede indicar que el alprazolam estaba trabajando y que, en su ausencia, los síntomas regresaron a sus niveles anteriores. Si los síntomas son más graves o frecuentes, es posible que la persona sufra un efecto rebote debido a la retirada del fármaco. Cualquiera de los dos puede ocurrir sin una farmacodependencia real.
En 1992 se reportó que la mayoría de los que tomaban alprazolam no aumentaron su dosis por ellos mismos.
Alprazolam y otras benzodiazepinas también pueden causar tolerancia y síndrome de abstinencia de las benzodiazepinas cuando se reduce la dosis rápidamente, o bien si se deja de tomar después del tratamiento a largo plazo. Hay mayor riesgo de reacciones de abstinencia si se estaba tomando una dosis superior de la recomendada, o si se deja de tomar repentinamente. Los síntomas de la abstinencia incluyen malestar, debilidad, insomnio, taquicardia y mareo. En algunos casos la interrupción abrupta también causó ataques epilépticos o delírium similar a los causados por alcaloides tropanos anticolinérgicos como la escopolamina y la atropina.
En 1983 una investigación de pacientes que se retiraron abruptamente de tomar las benzodiazepinas duraderas reveló que solo el 5 % de quienes la habían tomado menos de 8 meses tenían síntomas de abstinencia. Sin embargo, el 43 % de quienes la habían tomado para más de 8 meses las tenían. Con alprazolam, un fármaco de corto plazo, el 65 % de quienes lo tomaban por 8 semanas tenían ansiedad de rebote.
Se descubrió que las benzodiazepinas diazepam y oxazepam producen menos reacciones de abstinencia que alprazolam, temazepam y lorazepam. Factores que determinan el riesgo de la dependencia psicológica o física y la severidad del síndrome de abstinencia de las benzodiazepinas incluyen la dosis, la duración del tratamiento, la frecuencia de las tomas, las características del paciente, usos previos de alcohol u otros sedantes, uso actual de sedantes y el método de discontinuación.
Advertencias de seguridad
- Evitar la ingestión de alcohol u otros depresores del Sistema Nervioso Central.
- No suspender bruscamente el tratamiento ni modificar la dosis indicada.
- Evitar su uso durante el embarazo y lactancia.
- Evitar el manejo de maquinaria peligrosa o vehículos. Su uso repetido produce hábito.

## Contraindicaciones
Está contraindicado en casos de hipersensibilidad a las benzodiazepinas, intoxicación alcohólica aguda, coma, choque, abuso de fármacos, farmacodependencia, epilepsia, antecedentes de crisis convulsivas, psicosis, hipoxia cerebral, edema cerebral, glaucoma de ángulo estrecho, depresión mental, hipercinesis, uso concurrente de Ketoconazol o Itraconazol, disfunción hepática o renal.
Las benzodiazepinas requieren precaución especial si se usan en niños, ancianos, personas con dependencias de drogas o alcohol y personas con enfermedades mentales comórbidas. Tampoco lo deben tomar en principio personas con miastenia gravis, glaucoma, deficiencias graves del hígado (por ejemplo, cirrosis), síndrome de apnea-hipopnea durante el sueño, la depresión respiratoria, insuficiencia pulmonar aguda, psicosis crónica, hipersensibilidad o alérgica a alprazolam u otras benzodiazepinas o trastorno límite de la personalidad (puede causar la suicidalidad o descontrol en los últimos).
Tampoco lo deben tomar personas con glaucoma de ángulo estrecho o miastenia gravis. Al igual que con las demás benzodiazepinas, el alprazolam se excreta por la leche materna y atraviesa la barrera placentaria. Tiene potencial teratógeno. Como regla general se recomienda a las mujeres no amamantar mientras se está bajo tratamiento con alprazolam. El uso de dosis muy altas puede desarrollar tolerancia, haciendo esto que el medicamento sea menos eficaz.
Las personas menores de 18 años deben evitar tomar este medicamento. El alprazolam produce dependencia física y psicológica por lo que se recomienda acogerse a un programa de reducción controlada bajo control médico por el riesgo de ataques convulsivos si se suspende bruscamente el tratamiento, los síntomas de abstinencia pueden ser peores si se toman más de 4 mg al día.
En mujeres embarazadas, no se recomienda usarlo durante el primer trimestre ni durante la lactancia. 
Es importante recordar que es recomendable que el alprazolam —así como cualquier otra benzodiazepina— sea consumido solo por periodos cortos de 2 a 4 semanas debido al riesgo de generar tolerancia y dependencia física por el consumo a largo plazo. Los posibles síntomas de abstinencia son: ansiedad, distorsión de los sentidos y en raros casos psicosis y convulsiones.

## Presentaciones
El alprazolam se presenta en forma de tabletas o comprimidos de 0,25, 0,50, 1, 1,5 y 2 mg; y en forma líquida como solución oral de 1 mg = 1 mL (20 gotas) y diluida en 0,5 mg/5 mL.
El alprazolam está disponible en países occidentales bajo los siguientes nombres comerciales:
- Aceprax, Alplacin, Alplax, Alprocontin, Alzam, Alzolam, Ansielix, Anzilum, Apo-Alpraz, Bayzolam, Calmol, Emeral, Helex, Kalma, Mylan-Alprazolam, Niravam, Novo-Alprazol, Nu-Alpraz, Pacyl, Restyl, Tafil, Tagut, Tensium, Tranax, Tranquinal, Trankimazin, Trika, Xycalm, Xanax, Xanor, Zamoprax, Zolam, Zopax.[76]